# Ivan Ljubičić
Ivan Ljubičić (ˈiʋan ˈʎubitʃitɕ, n. 19 martie 1979, Banja Luka) este un jucător profesionist croat de tenis.